# Gebrüder Engel
Gebrüder Engel ist eine Band, die von Thomas „Tom“ Engel (geb. Passmann) (Gesang, Gitarre), Bertram Engel (geb. Passmann) (Gesang, Schlagzeug), Steffi Stephan (Bass) und Karl Allaut (Leadgitarre) gegründet wurde. Bekannt war die Gruppe dafür, in ihren Texten aktuelle gesellschaftliche und politische Entwicklungen zu kommentieren.

## Geschichte
Die Gebrüder Engel wählten den Namen der Band aufgrund der langen blonden Locken der Passmann-Brüder, die sich selbst auch „Engel“ nannten. Nach den ersten beiden Alben Gebrüder Engel und Skandal verließ Karl Allaut die Band, dafür kamen Jim Voxx (Gitarre) und der Lyriker Axel Schulß (geb. Schulz) als zweiter Sänger hinzu. Nach der Produktion ihres erfolgreichsten Albums Magengesicht verließ 1981 auch Bertram Engel die Band. Er war zu dem Zeitpunkt bereits festes Mitglied bei Udo Lindenbergs Panikorchester und hatte ein zusätzliches Angebot für die Arbeit bei Peter Maffay. In den folgenden Jahren wechselte die Besetzung mehrmals. Zahlreiche bekannte Musiker der Deutschrock- und der Studioszene wie Keith Forsey, Herb Geller, Alex Conti, Dennis Uphoff, Otto Rasche, David Weiss und Doc Heyne spielten bei Gebrüder Engel.
Bis 1993 erschienen insgesamt sieben LPs der Münsteraner Band. Viermal gestaltet Lo Graf von Blickensdorf die Cover der Alben. Sie fangen wieder an (vom Album Magengesicht), eine Warnung vor dem Erstarken des Rechtspopulismus, blieb ihr bekanntestes Lied. Weitere bekannte Lieder sind Klau, lies und kotz (Bildzeitungsong), das auf dem 1. Rock-gegen-Rechts-Festival in Frankfurt 1979 für Furore sorgte, Talentiert, Rauchend im Bett und Die Rede (Deutschland ist demokratisch).
2009 starb Axel Schulß, der neben Tom Engel der zweite Texter der Gruppe war, an den Folgen einer Multiple-Sklerose-Erkrankung.
Im Jahr 2012 nahm die Gruppe Gebrüder Engel in neuer Zusammensetzung mit „Sünder“ das erste Album seit 19 Jahren auf.

## Diskografie
Alben
- 1976: Gebrüder Engel (EMI Electrola)
- 1979: Skandal (Sky Records)
- 1980: Magengesicht (EMI Electrola)
- 1982: Kopfsalat (EMI Electrola)
- 1983: Die Wahrheit (Idee Records)
- 1988: Watt 'ne Welt – Live (Jovel Records)
- 1993: Ton Träger Sieben (Jaguar Records)
- 2012: Sünder (Pucky Music)